# Biserica ortodoxă Sfânta Parascheva din Cernăuți
Biserica ortodoxă „Sfânta Parascheva” este una dintre cele mai frumoase lăcașuri de cult din orașul Cernăuți.
Este cel mai vechi edificiu religios de cărămidă din oraș.

## Istoric

### Vechea biserică de lemn
O biserică de lemn în Cernăuți, închinată Cuvioasei Parascheva, ocrotitoarea Moldovei, exista încă din secolul al XV-lea. la 1768 era trecută ca „a boierului Luca”.

### Construcția și sfințirea bisericii
Construcția bisericii a început în anul 1844, lângă vechea biserică de lemn aflată la câteva zeci de metri spre sud. În prezent, pe locul fostei bisericuțe, vizavi de marele lăcaș, se află o cruce. Vechea biserică se năruise, iar inițiativa pentru o biserică nouă i-a aparținut preotului Nicolae Vasilovici. Clădirea a fost ridicată după proiectul arhitectului local A. Pavlovski. Un rol important în edificarea bisericii l-a avut preotul Nicolae, care a donat fonduri proprii pentru această lucrare. El a reușit să ducă lucrările până la acoperiș, însă lipsa resurselor financiare a împiedicat finalizarea construcției. Terminarea lucrărilor, care s-au întins pe aproape două decenii, a fost posibilă datorită sprijinului Fondului religios ortodox al Bucovinei, la inițiativa lui Eugenie Hacman.

Eugenie Hacman, pe atunci episcop al Bucovinei, a contribuit decisiv la construirea bisericii

Construită în stil arhitectural moldovenesc, biserica a fost sfințită la 5 (17) februarie 1862 de episcopul Eugenie Hacman, fiind închinată Sfintei Cuvioase Parascheva, la fel ca cea veche. Vizavi de biserică locuiau frații Hurmuzachi.
În curtea lăcașului era o cruce cu inscripția în limba română, dar care a fost distrusă în timpul ocupației sovietice.

### Slujba care a trezit ucrainenii bucovineni
În această biserică a avut loc un eveniment semnificativ pentru rutenii din Bucovina: pentru prima dată ei și-au afirmat apartenența la națiunea ucraineană. Acest lucru s-a întâmplat la 29 februarie 1864 (stil vechi), când, în noul lăcaș, s-au comemorat patru ani de la moartea poetului și artistului ucrainean Taras Șevcenko. Ideea a fost inițiată de elevii gimnaziști și seminariști ruteni din oraș, care îi descoperiseră opera prin intermediul profesorilor lor. Slujba a fost oficiată de preotul Isidor Martinovici, iar la ceremonie au participat atât ortodocși, cât și greco-catolici.

### Biserica în perioada sovietică
În perioada sovietică, biserica a fost închisă. Timp îndelungat, clădirea a fost folosită ca depozit, apoi transformată în club de șah. Frescele interioare au fost distruse și acoperite cu vopsea. În anii perestroikăi, edificiul a fost restituit credincioșilor. Din inventarul original al bisericii au supraviețuit doar candelabrul central (panicadilu) și un clopot mare. Elementele care aminteau de istoria românească a bisericii au fost distruse în timpul ocupației sovietice.

### După proclamarea independenței
Parohia ortodoxă a Bisericii „Sfânta Parascheva” a fost printre primele din Cernăuți care au trecut sub jurisdicția patriarhului Kievului și al întregii Ucraine, Mstislav. Din 1992, lăcașul a dobândit temporar statutul de catedrală, devenind reședința episcopală a Eparhiei de Cernăuți-Bucovina a Bisericii Ortodoxe a Ucrainei.

### Prezent
Astăzi, în Biserica „Sfânta Parascheva” se oficiază regulat slujbe religioase în limba ucraineană. Duminica se țin trei slujbe consecutive. În 2025, episcopul Feognost Bodoriak a declarat într-un interviu că vin și enoriași de etnie română la biserică și că i-a întrebat dacă vor să se oficieze slujbe și în limba română, ei spunând că "nu e nevoie".
Pe lângă biserică funcționează o școală duminicală, unde copiii enoriașilor pot lua lecții de religie, artă oratorică, cântare bisericească și desen.

## Galerie

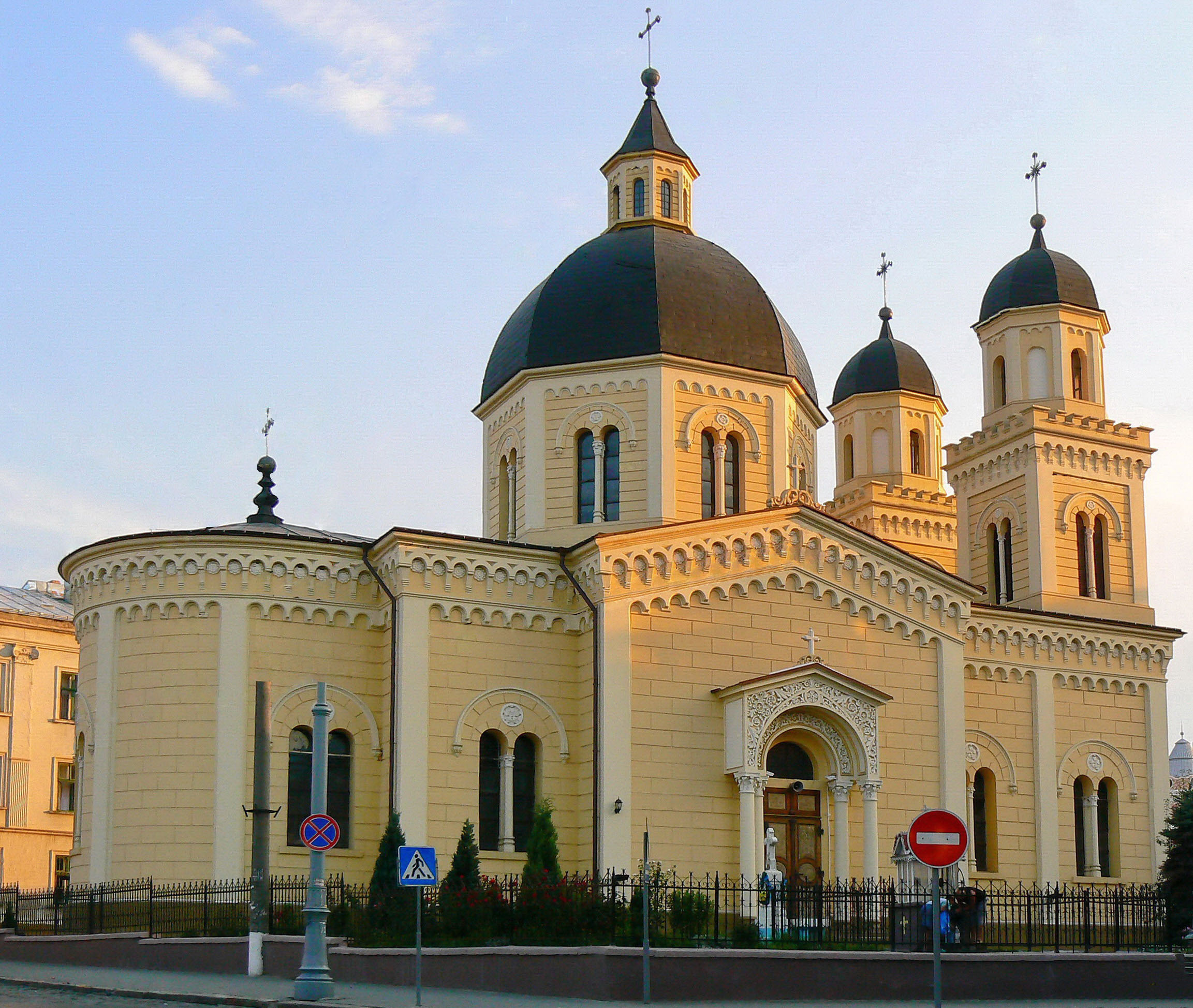
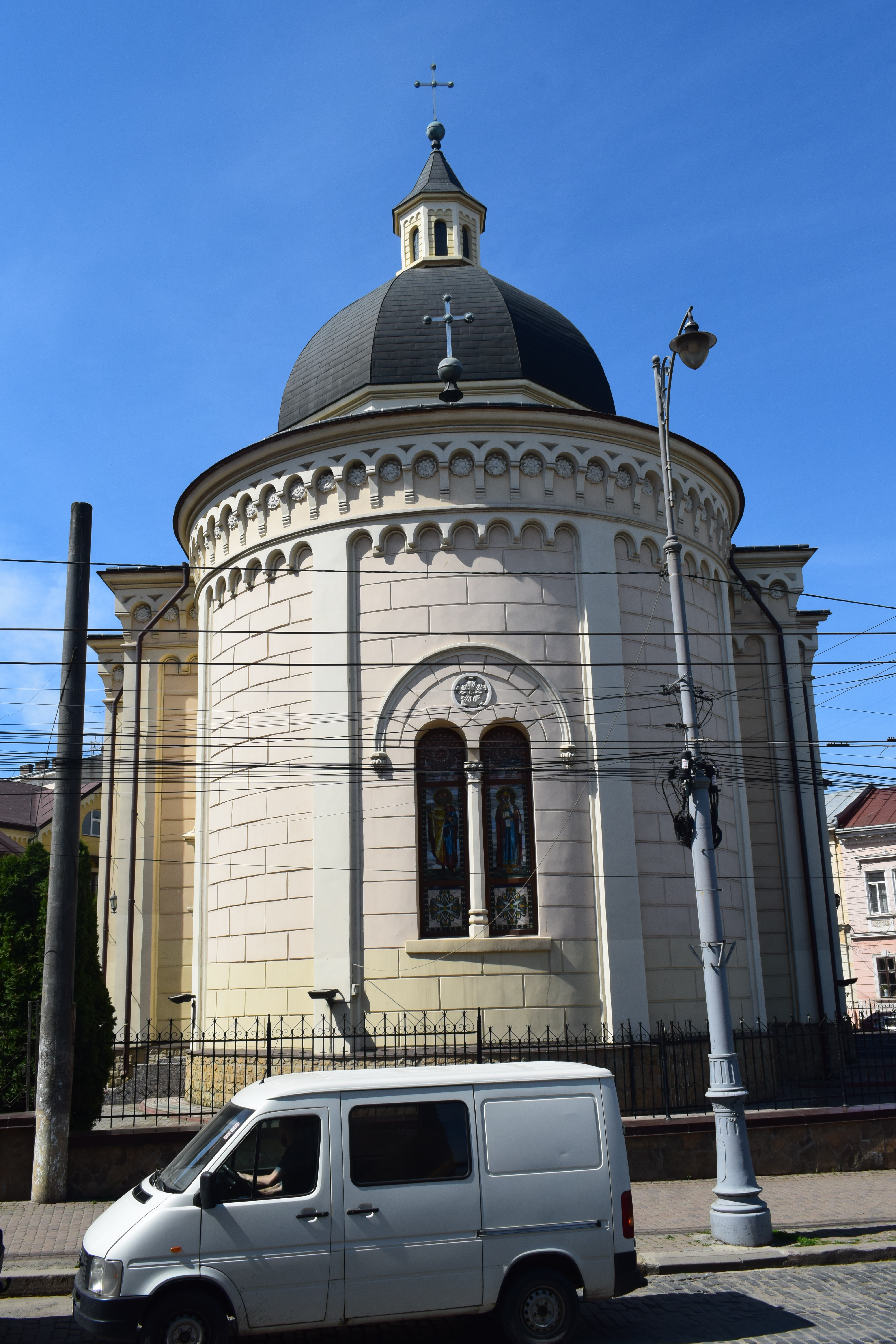
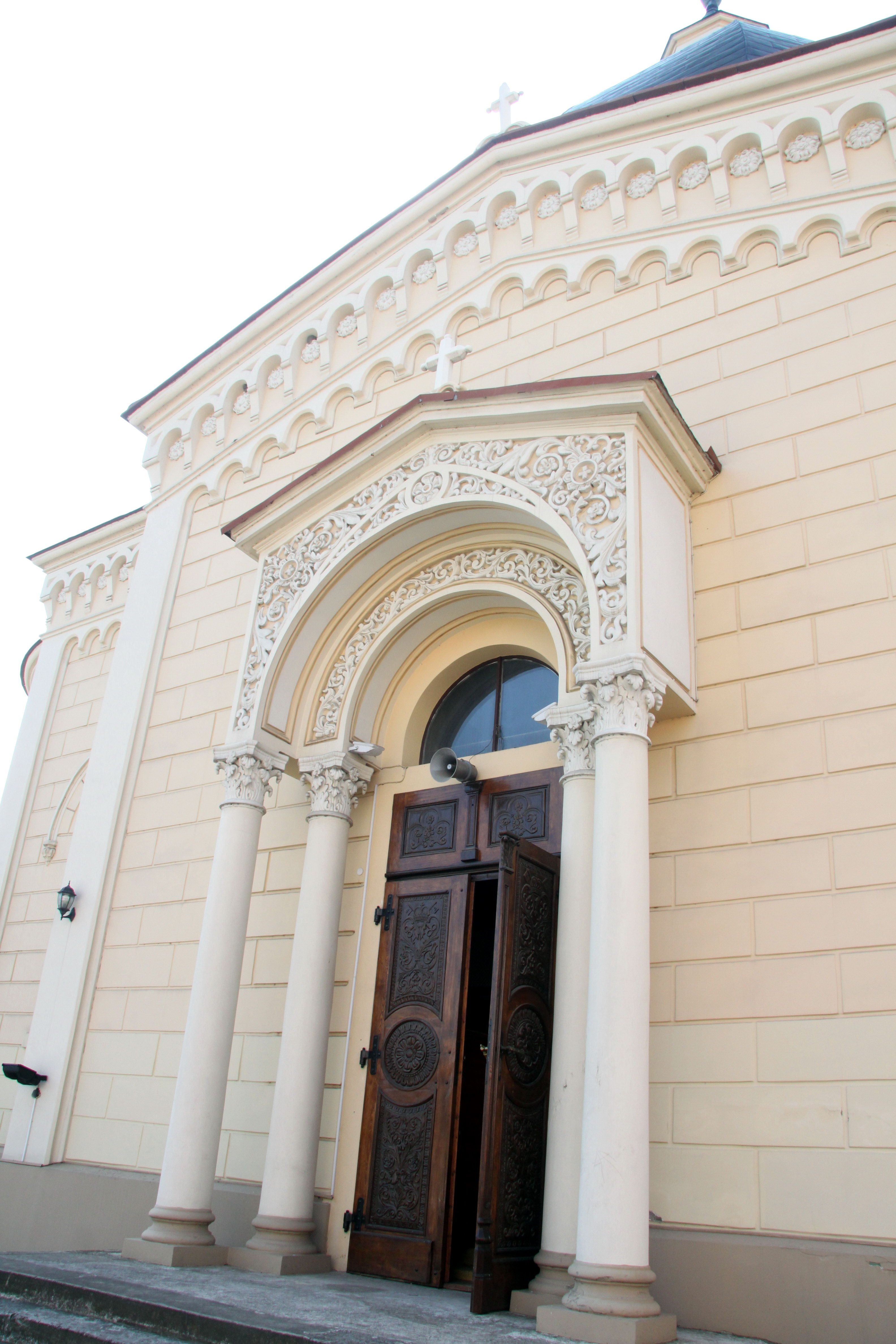
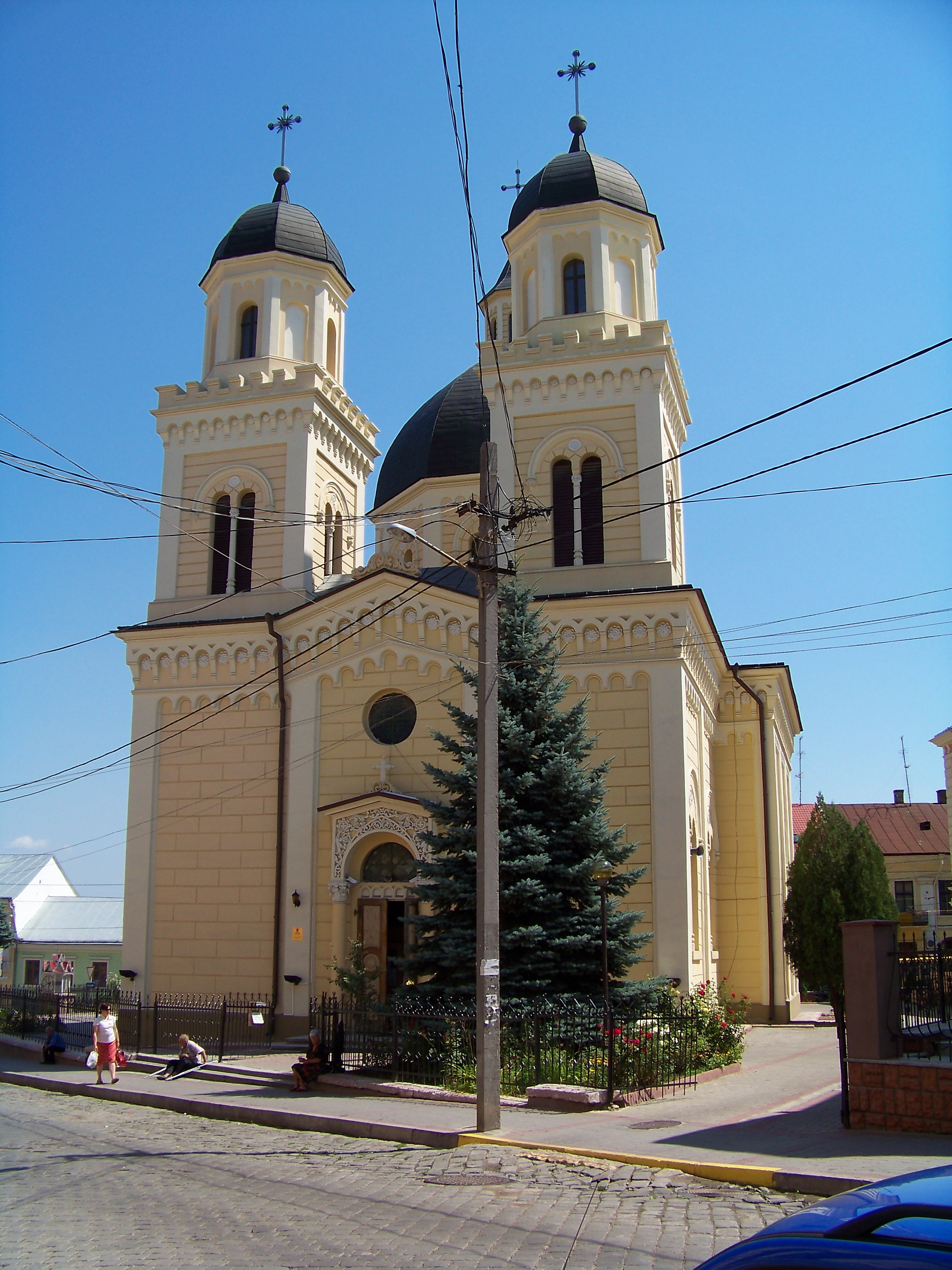
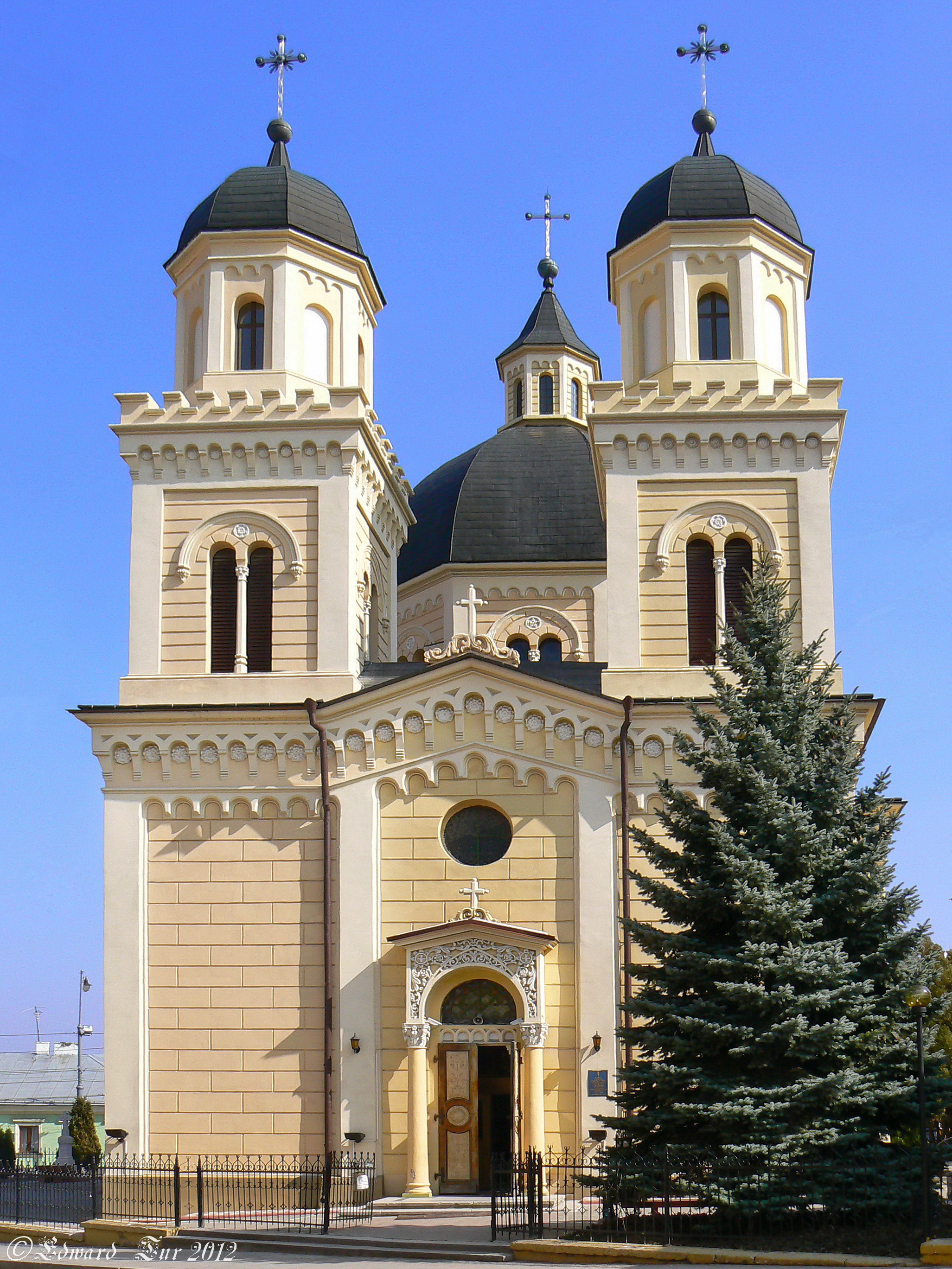
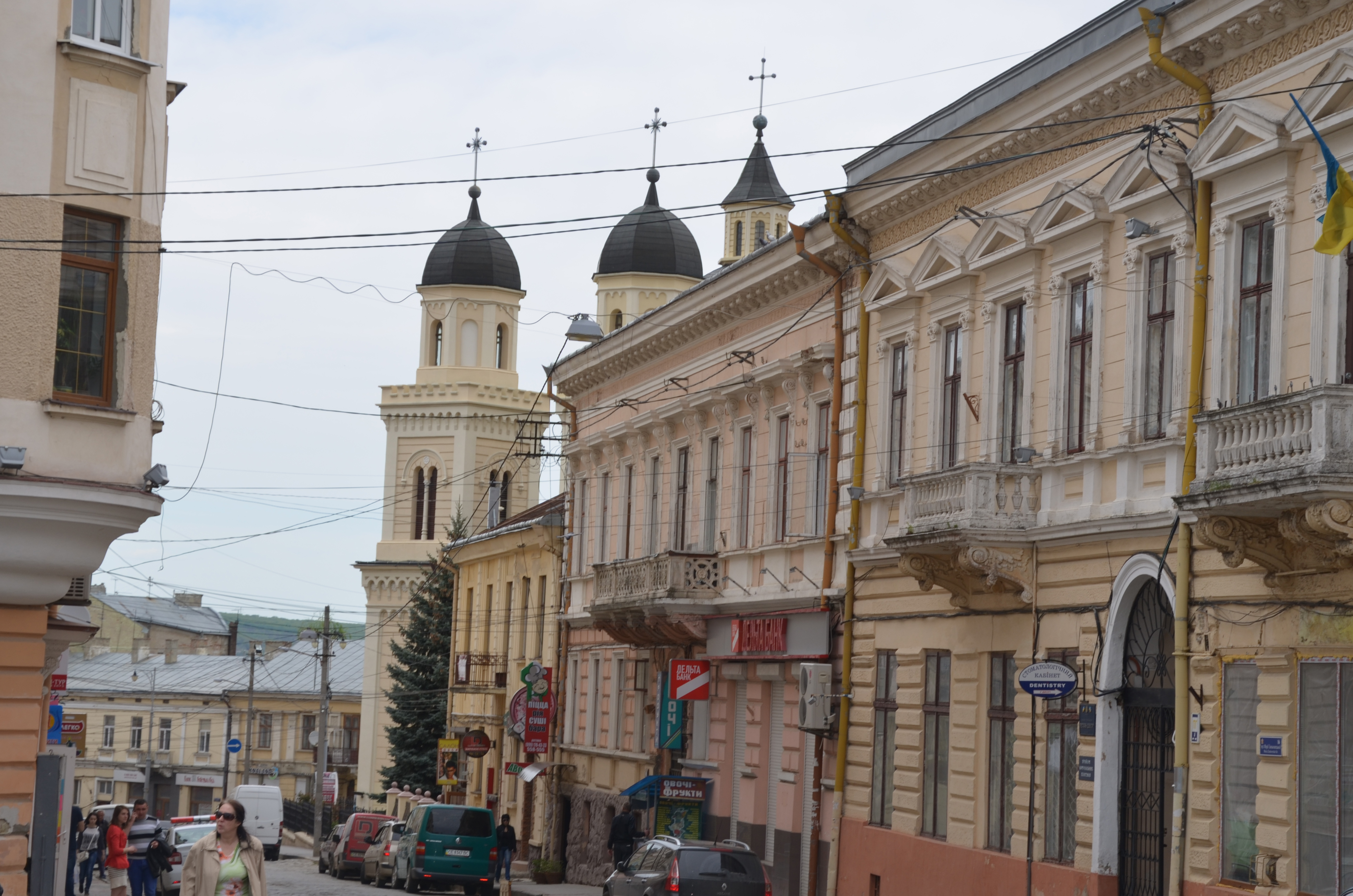
Biserica văzută de pe strada Maria Zanovețka
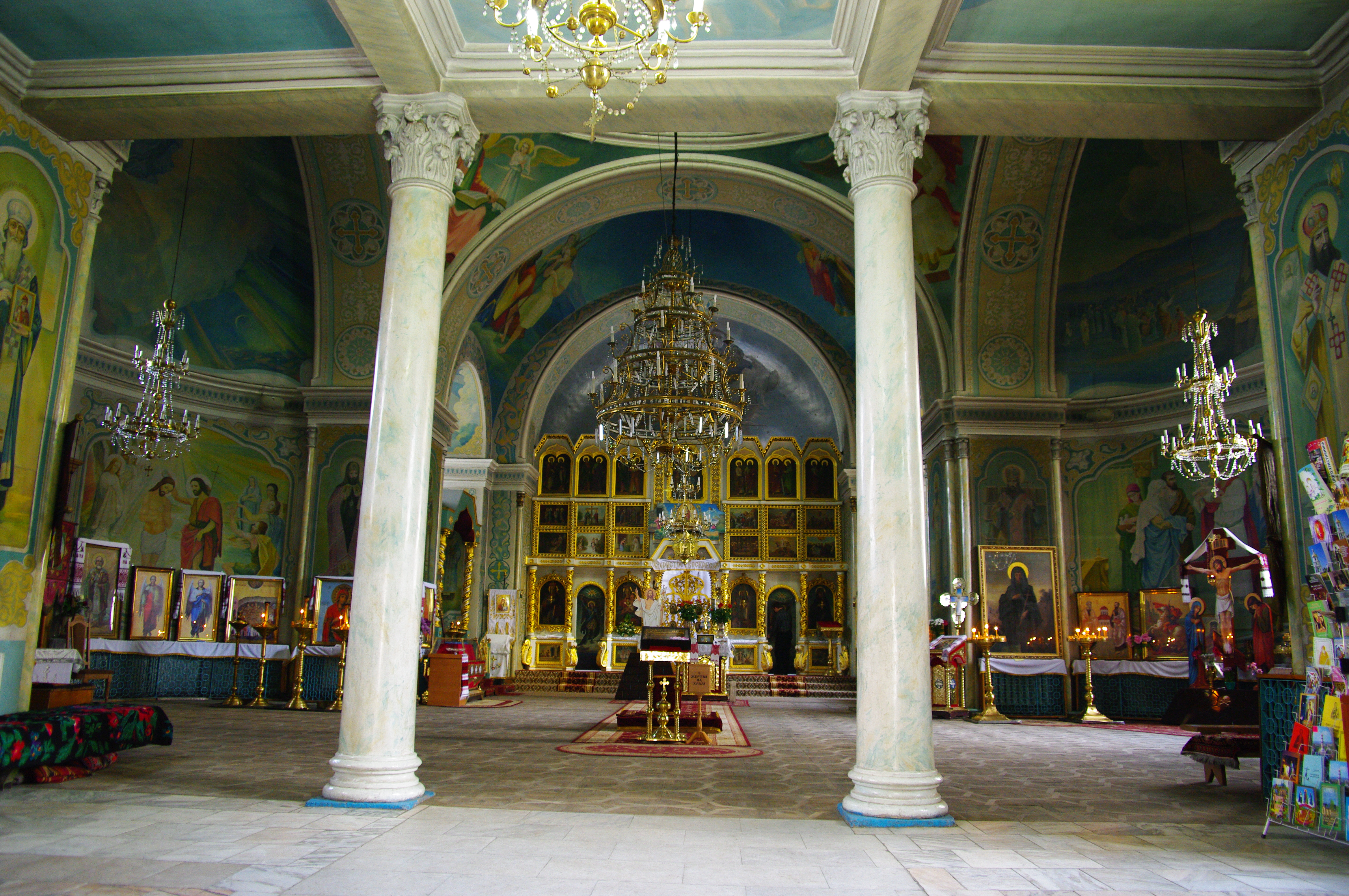
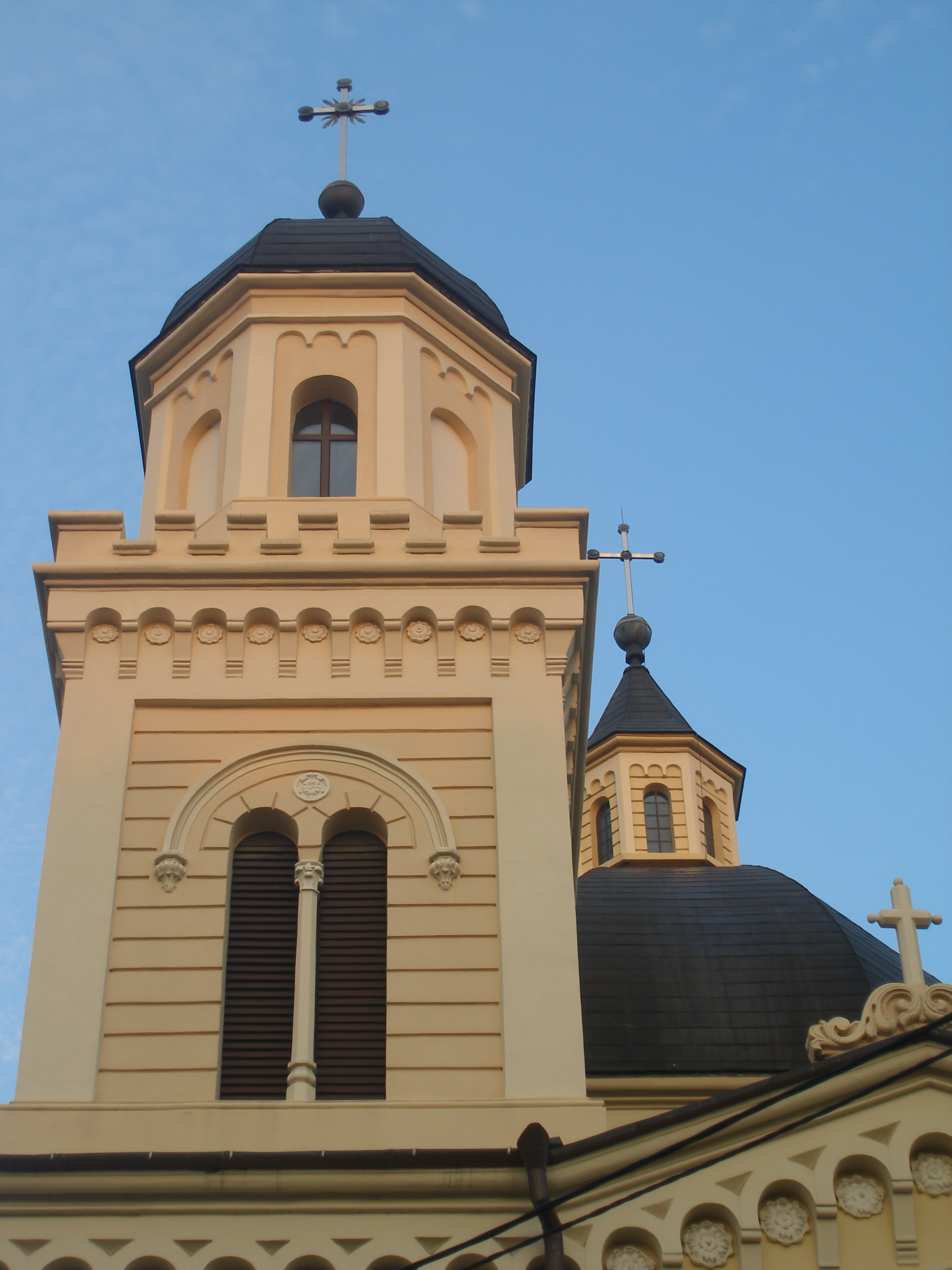
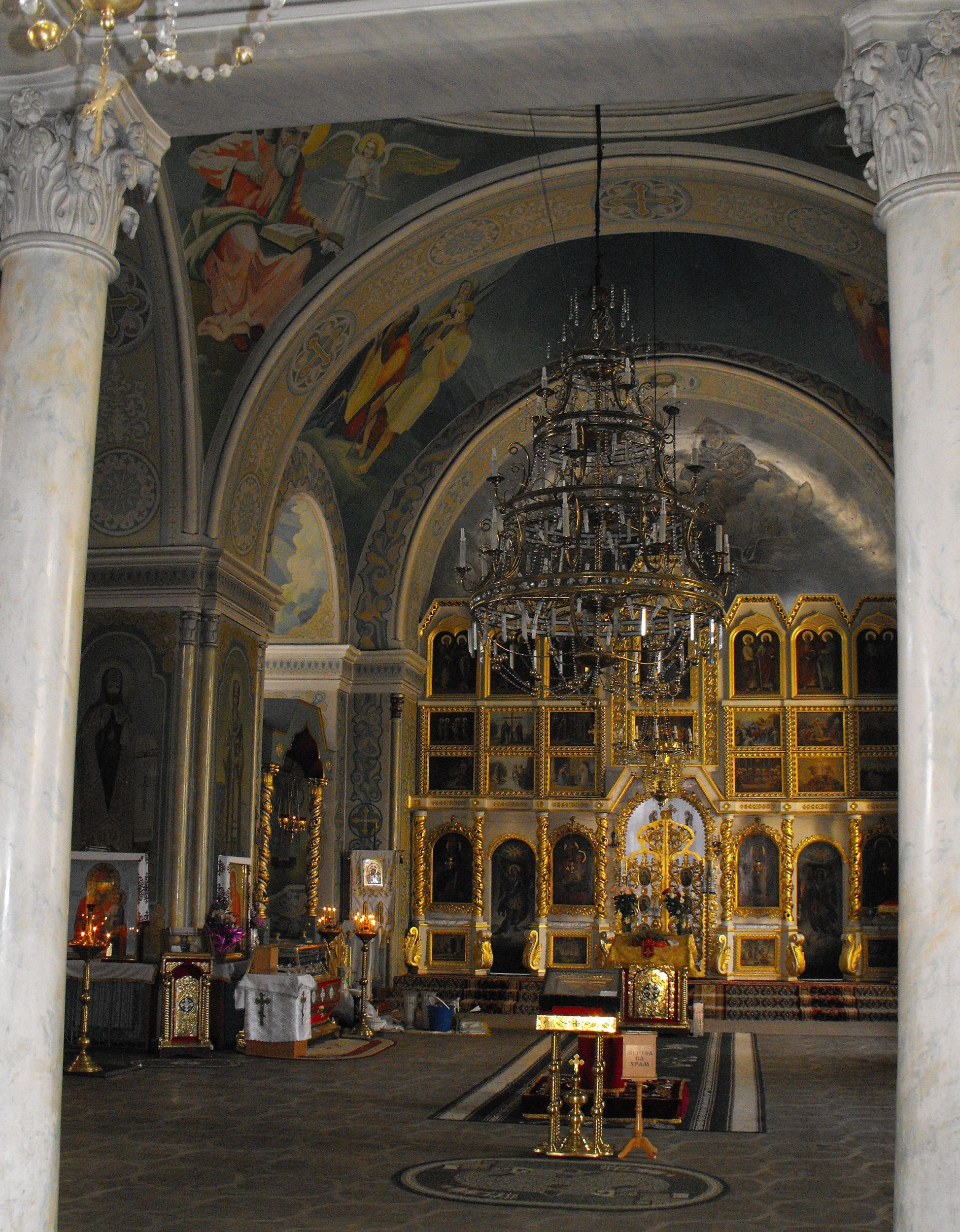
Preoți cernăuțeni dăruindu-i o icoană cu Eugenie Hacman Mitropolitului Epifanie Dumenko al Kievului și întregii Ucraine (dreapta). În dreapta icoanei este vizibilă o pictură cu Biserica Sfânta Parascheva.